# رمون فلاشر
رمون فلاشر (فرانسوی: Raymond Flacher‎; ۲۴ اکتبر ۱۹۰۳ – ۴ سپتامبر ۱۹۶۹) شمشیرباز اهل فرانسه بود.
وی در مسابقات کشوری و بین‌المللی در مجموع برندهٔ ۱ مدال نقره شده‌است.